# مرصد لينكس للأشعة السينية
مرصد لينكس للأشعة السينية (بالإنجليزية: Lynx X-ray Observatory)‏، هو إحدى مفاهيم برنامج فلاج شيب المُمولة من قبل وكالة ناسا كجزء من المسح العقدي لعام 2020 حول علم الفلك والفيزياء الفلكية (آسترو 2020). انتهت مرحلة دراسة مفهوم المهمة اعتبارًا من أغسطس 2019، وقد قُدم تقرير لينكس النهائي إلى المسح العقدي لتحديد الأولويات. إذا أُطلق مرصد لينكس، فسيكون أفضل مرصد للأشعة السينية بُني على الإطلاق، ما سيمثل تطورًا بعدة قيم أسية مقارنةً بمرصدي تشاندرا وإكس إم إم-نيوتن للأشعة السينية.

## نظرة عامة
في عام 2016، بعد التوصيات الواردة مما يُسمى بخريطة طريق الفيزياء الفلكية لعام 2013، أنشأت وكالة ناسا أربع دراسات مفاهيمية لمهمات تلسكوبات فضائية مستقبلية ضمن برنامج فلاج شيب. بالإضافة إلى لينكس (الذي كان يُسمى في الأصل ماسح الأشعة السينية في وثائق خريطة الطريق)، تشمل هذه المهمات مهمة تصوير الكواكب الخارجية الصالحة للحياة (هاب إكس)، والماسح الكبير للأشعة فوق البنفسجية البصرية (لوفور)، وتلسكوب أوريجنز الفضائي (أوه إس تي، الذي كان يُسمى ماسح الأشعة تحت الحمراء). أكملت الفرق الأربعة تقاريرها النهائية في أغسطس 2019، وسلمتها إلى وكالة ناسا والأكاديمية الوطنية للعلوم، التي تقدم لجنة المسح العقدي المستقلة التابعة لها المشورة إلى ناسا بشأن المهام ذات الأولوية القصوى. إذا حصلت المهمة على الأولوية وبالتالي التمويل، سيُطلق مرصد لينكس في عام 2036 تقريبًا. وسيُوضع في نقطة لاغرانج الثانية الخاصة بالشمس والأرض، وسيحمل وقودًا كافيًا للعمل لأكثر من عشرين عامًا دون صيانة.
تضمنت دراسة مفهوم لينكس أكثر من 200 عالم ومهندس من العديد من المؤسسات الأكاديمية الدولية، وشركات الفضاء، والشركات الهندسية. شارك كل من أليكسي فيخلينين وفريال أوزيل في رئاسة فريق لينكس للعلوم والتكنولوجيا (إس تي دي تي). كانت جيسيكا جاسكين عالمة الدراسة في ناسا، وقد أدار مركز مارشال لبعثات الفضاء مكتب دراسة لينكس بالاشتراك مع مرصد سميثسونيان للفيزياء الفلكية، وهو جزء من مركز هارفارد وسميثسونيان للفيزياء الفلكية.

## الأهداف العلمية
وفقًا للتقرير النهائي للدراسة المفاهيمية، حُسنت المهمة المرجعية بشكل متعمد لتمكين الاكتشاف الفلكي الفيزيائي في المجالات الثلاثة التالية:
- فجر الثقوب السوداء (تقرير لينكس، الفصل الأول)
- عوامل تشكل المجرات وتطورها (تقرير لينكس، الفصل الثاني)
- الخصائص النشطة للتطور النجمي والنظم البيئية النجمية (تقرير لينكس، الفصل الثالث)

بالمجمل، تُمثل هذه المجالات الثلاث «الركائز العلمية» لمتطلبات المرصد. تتضمن هذه المتطلبات تحسين حساسية الرصد بشكل كبير، ودالة توزيع نقطي دون ثانية قوسية مستقرةً عبر مجال رصد التلسكوب، ودقة طيفية عالية جدًا لكل من التصوير والتحزيز الطيفيين. ستتيح هذه المتطلبات إجراء دراسات واسعة في الفيزياء الفلكية (مثلما هو مُوجز في الفصل الرابع من تقرير لينكس)، بما في ذلك علم الفلك متعدد الرسل، فيزياء القرص التراكمي للثقوب السوداء، والبنيات الكونية الضخمة، وعلم النظام الشمسي، وحتى الكواكب الخارجية. يُروج فريق لينكس للقدرات العلمية للمهمة على أنها «قوية بطريقة قابلة للتحول ومرنة وطويلة الأجل»، وأنها مستوحاة من روح برنامج المراصد الكبرى التابع لناسا.

## وصلات خارجية
- الموقع الرسمي (بالإنجليزية)
- صفحة المرصد على موقع ناسا (بالإنجليزية)